# Giải thưởng Làn Sóng Xanh 2016
Làn Sóng Xanh là một trong những giải thưởng âm nhạc thường niên và lâu đời trong làng âm nhạc Việt Nam. Được bắt đầu từ năm 1997 với cơ quan chủ quản là đài FM 99.9 MHz của Đài Tiếng nói Nhân dân Thành phố Hồ Chí Minh.

Đêm 3/1/2017 tại sân khấu Lan Anh TP.HCM, Làn sóng xanh lần thứ 19 đã có lễ trao giải hoành tráng không kém live concert nào với thời lượng gần 3 tiếng đồng hồ, gồm toàn tiết mục được đầu tư công phu, kỹ lưỡng được thể hiện bởi những giọng ca hot nhất thị trường nhạc Việt: Đàm Vĩnh Hưng, Tuấn Hưng, Hồ Quỳnh Hương, Hồ Ngọc Hà, Hà Anh Tuấn,  Noo Phước Thịnh, Đông Nhi, Sơn Tùng M-TP, Hari Won, Erik,...

## Giới thiệu
Làn Sóng Xanh 2016 là giải thưởng thường niên của Đài Tiếng nói Nhân dân Thành phố Hồ Chí Minh lần thứ 19 được tổ chức bình chọn năm 2016 bắt đầu từ 16/10/2016 đến 15/11/2015 dành cho tất cả khán giả yêu âm nhạc trên cả nước.
Các hạng mục trao giải:
1. Top 10 bài hát được yêu thích: Dành cho Nhạc sĩ có bài hát nằm trong bảng xếp hạng hằng tuần của Làn Sóng Xanh 2016 (từ ngày 26/10/2015 đến 15/10/2016). Giải này do khán thính giả bình chọn.
2. Một Giải Bài hát hiện tượng: bài hát đoạt giải là 1 trong top 10 bài hát được yêu thích. Ngoài yếu tố được yêu thích bài hát này còn tạo nên một xu hướng mới, trào lưu mới, hiện tượng mới trong năm. Giải thưởng này nhằm khích lệ các sáng tạo mới, có tính thẩm mỹ cao, không rập khuôn. Giải Bài hát hiện tượng do khán thính giả bình chọn, có tham khảo ý kiến từ hội đồng chuyên môn.
3. Top 5 ca sĩ được yêu thích – BẢNG VÀNG (Top Gold): Tiêu chí bình chọn là các ca sĩ có trên 5 năm được bình chọn vào Bảng xếp hạng Làn Sóng Xanh hằng tuần, có hoạt động nổi bật về nghề nghiệp, có phong cách sáng tạo riêng, có liveshow riêng, các sản phẩm được đầu tư chỉn chu, có chất lượng, có đạo đức nghề nghiệp, nhiệt tình và trân trọng khán giả. Giải do khán thính giả bình chọn.
4. Top 5 ca sĩ được yêu thích - Bảng Top hit: Ca sĩ được yêu thích trên thị trường, hoạt động nghề nghiệp hiệu quả, có bài hit, có lịch biểu diễn đều đặn. Giải do khán thính giả bình chọn.
5. Hai Giải Gương mặt Triển vọng (1 nam, 1 nữ): Dành cho các ca sĩ trẻ, chưa vào top Làn Sóng Xanh, không cần phải có bài hát nằm trong top Làn Sóng Xanh hằng tuần nhưng không quá 3 lần nằm trong danh sách đề cử Triển vọng. Giải do Hội đồng Báo chí bình chọn dựa trên đề cử của các thính giả gửi về.
6. Một Giải Gương mặt phát hiện: Giải này dành cho các gương mặt bước ra từ các cuộc thi âm nhạc, hoặc những gương mặt hoàn toàn mới, có thể chưa có sản phẩm âm nhạc, hoặc chưa có bài hát vào top Làn Sóng Xanh, nhưng đã được giới chuyên môn và khán giả chú ý, đánh giá cao. Từ đề cử của khán giả sẽ chọn ra những gương mặt xuất sắc để Hội đồng chuyên môn bình chọn.
7. Single của năm: là những single có mặt trong BXH tuần của Làn Sóng Xanh 2016, tạo được sức nóng trên thị trường. Giải do khán thính giả bình chọn.
8. Giải Hòa âm phối khí: Giải này do BTC trao cho nhạc sĩ hòa âm xuất sắc.
9. Giải thưởng đặc biệt: Dành cho những dự án âm nhạc hiệu quả, gây tiếng vang lớn, hoặc những dấu ấn đặc biệt của các ca sĩ, nhạc sĩ… Giải này do BTC trao.

## Đề cử

### Gương mặt triển vọng
| Đề cử            | Kết quả   |
| Nam              | Nam       |
| ---------------- | --------- |
| Trọng Hiếu       | Đề cử     |
| Soobin Hoàng Sơn | Đoạt giải |
| Erik             | Đề cử     |
| Nữ               |           |
| Hòa Minzy        | Đề cử     |
| Hari Won         | Đề cử     |
| Bảo Anh          | Đoạt giải |

### Single của năm
| Đề cử                                            | Kết quả   |
| ------------------------------------------------ | --------- |
| Cause I love you - Noo Phước Thịnh, Đỗ Hiếu      | Đoạt giải |
| Anh cứ đi đi - Hari Won, Vương Anh Tú            | Đề cử     |
| Gửi người yêu cũ - Hồ Ngọc Hà, Nguyễn Hồng Thuận | Đề cử     |
| Sau tất cả - Erik, Khắc Hưng                     | Đề cử     |

### Bài hát hiện tượng
| Đề cử                                  | Kết quả   |
| -------------------------------------- | --------- |
| Sau tất cả - Erik, Khắc Hưng           | Đoạt giải |
| Anh cứ đi đi - Hari Won, Vương Anh Tú  | Đề cử     |
| Phía sau một cô gái - Soobin Hoàng Sơn | Đề cử     |
| Em đã biết - Suni Hạ Linh              | Đề cử     |

### Nhạc sĩ hòa âm phối khí
| Đề cử     | Kết quả   |
| --------- | --------- |
| Khắc Hưng | Đoạt giải |
| Đỗ Hiếu   | Đề cử     |
| Only C    | Đề cử     |

## Kết quả chung cuộc
| Giải thưởng                               | Đoạt giải |
| ----------------------------------------- | --- |
| Top 10 nhạc sĩ được yêu thích nhất        | - Đông Âu - Tiên Cookie - Đỗ Hiếu - Khắc Hưng - Phan Lê Ái Phương - Nguyễn Phúc Thạch (Only C) - Phạm Toàn Thắng - Nguyễn Hồng Thuận - Vương Anh Tú - Vương Quốc Tuân (Mr. Siro) |
| Top 5 ca sĩ được yêu thích - Bảng Vàng    | - Hồ Ngọc Hà - Đàm Vĩnh Hưng - Hồ Quỳnh Hương - Tuấn Hưng - Hà Anh Tuấn |
| Top 5 ca sĩ được yêu thích - Bảng Top Hit | - Issac - Đông Nhi - Tóc Tiên - Noo Phước Thịnh - Sơn Tùng M-TP |
| Gương mặt phát hiện                       | Rocker Nguyễn |
| Nam/Nữ ca sĩ triển vọng                   | Soobin Hoàng Sơn, Bảo Anh |
| Single của năm                            | 'Cause I Love You Ca sĩ: Noo Phước Thịnh Nhạc sĩ: Đỗ Hiếu Đạo diễn: Đinh Hà Uyên Thư Biên đạo: Đoàn Trung Hiếu Giám đốc sản xuất: Lê Tuấn Khanh                                  |
| Giải Hòa âm phối khí                      | Khắc Hưng |
| Bài hát hiện tượng                        | Sau tất cả - Sáng tác: Khắc Hưng; Trình bày: Erik, ST.319 |
| Dự án trong năm                           | Love Songs Ca sĩ: Hồ Ngọc Hà Ban nhạc – Nhạc sĩ: Hoài Sa Đạo diễn: Đinh Hà Uyên Thư Nhiếp ảnh: Lê Thiện Viễn Stylish: Lê Minh Ngọc Giám đốc sản xuất: Trần Thành Trung           |